# Eugénio Fernando Bila
Eugénio Fernando Bila   (Maputo, 3 de març de 1979), anomenat Genito, és un exfutbolista moçambiquès de la dècada de 2000.
Fou internacional amb la selecció de futbol de Moçambic.
Pel que fa a clubs, destacà a Budapest Honvéd.